# Acid propanoic
Acidul propanoic (de asemenea cunoscut și ca acid propionic, din cuvintele grecești protos, „primul” și pion, „gras”) este un acid carboxilic natural cu formula chimică CH3-CH2-COOH. Este un lichid incolor cu un miros înțepător. Anionul, și de asemenea sărurile și esterii acidului propanoic sunt cunoscuți ca propanoați (sau propionați).

## Obținere
În industrie, acidul propanoic este produs în general prin hidroxicarboxilarea etilenei folosind ca și catalizator nichel carbonil: 
{\displaystyle \mathrm {H_{2}C=CH_{2}\ +\ H_{2}O\ +\ CO\longrightarrow \ CH_{3}CH_{2}CO_{2}H} }
De asemenea, acidul propionic se poate obține prin oxidarea propanalului. În prezența ionilor de cobalt sau mangan, această reacție are loc repede la temperaturi de 40–50 °C:
{\displaystyle \mathrm {CH_{3}CH_{2}CHO\ +\ {\frac {1}{2}}\ O_{2}\longrightarrow \ CH_{3}CH_{2}COOH} }

## Proprietăți
Proprietățile fizice ale acidului propanoic sunt intermediare între cele ale acizilor cu catenă mai mică, precum acidul formic și acetic, și cei cu catenă mai mare. Este miscibil cu apa și poate fi deshidratat cu săruri. În faza lichidă și gazoasă, moleculele formează legături de hidrogen.
Proprietățile chimice ale acidului propanoic sunt specifice acizilor carboxilici: formează amide, esteri, anhidride acide și cloruri de acil. Suferă reacția Hell-Volhard-Zelinsky ce presupune o α-halogenare cu brom, catalizată de tribromură de fosfor, ducând la obținerea acidului 2-bromopropanoic, CH3CHBrCOOH. Acest produs de reacție este folositor pentru sinteza unui amestec racemic de alanină, în urma unui proces de amonoliză: